# Ndesha
Ndesha est une commune de la ville de Kananga en république démocratique du Congo. 

## Histoire
L'embryon de la Commune de Ndesha remonte vers les années 1949. Cet espace de terre de la Ville de Luluabourg fut érigé en centre extracoutumier par l'administration coloniale.
La croissance de la population et l'expansion de la Ville fera accéder ledit Centre au statut de la Commune par l'Arrêté n ° 111 / 228 du 8 novembre 1958 du Ministre Belge de colonie englobant ainsi les actuelles communes de Katoka et Lukonga qui n'étaient que des Quartiers, d'où sa qualification de « Commune mère » > . 
En rappel, la Commune de Ndesha est appelée Commune mère pour avoir donné naissance aux autres Communes de la Ville de Luluabourg, à l'époque coloniale, elle fut le carrefour des différents lieux de loisirs.
Quant à l'appellation « zone de Ndesha >> celle-ci interviendra par l'ordonnance n ° 73 / 015 du 25 janvier 1973 . L'appellation " zone urbaine de Ndesha " est l'innovation de l'ordonnance loi n ° 77 / 028 du 19 novembre 1977.
Par l'ordonnance n ° 82-006 du 25 février1982, la zone urbaine de Ndesha jouit le statut de l'entité administrative Décentralisée dotée de la personnalité juridique et redevient Commune de Ndesha par le Décret loi n ° 081 du 22 juillet 1998 portant l'organisation territoriale et administrative de la République Démocratique du Congo.

## Situation géographique
La Commune de Ndesha est situé à l'Ouest de la Ville de Kananga , elle est bornée :
✓Au Nord par le chemin de fer qui la sépare de la Commune Agro pastorale de Lukonga ;
✓ Au Sud par la Commune de Katoka ; 
✓A l'Est par l'Avenue du Commerce qui nous sépare de la Commune soeur de Kananga ; et ✓A l'Ouest par la rivière Lulua qui sert de limite naturelle avec la Commune Rurale de Matamba dans le Territoire de KAZUMBA

## Administration et population
La Commune de Ndesha est composée de cinq Quartiers , parmi lesquels un quartier est suburbain à savoir :
- Quartier Kamilabi;
- Quartier Kamupongo;
- Quartier Lubuwa;
- Quartier Ndesha;
- Quartier Tshibandabanda.

La Commune de Ndesha est aussi subdivisée en groupements incorporés qui sont : 
- Bena - Mukangala;
- Bakua - Lule;
- Bakua Buisha.

Les statistiques démographiques et urbanistiques de la Commune de Ndesha à l'heure actuelle présentent un taux élevé au point de vue chiffre , à savoir : 150 avenues ; 
Ce qui dénombre le développement avancé de la population qui atteint à peu près 241.501 habitants.
Dans le cadre de la santé , il y a eu une importante construction dans la Commune celle de la Banque de Sang, dénommé Centre Provincial de Transfusion Sanguine en sigle « CPTS » en face de la Maison Communale lequel est déjà fonctionnel.
La Commune de Ndesha compte 20 Centres de santé, 16 maternités, 8 Aires de santé et 36 pharmacies ainsi qu'un Bureau Central sans local.